# Embalse de Albarellos
El embalse de Albarellos (en gallego: encoro de Albarellos) es una infraestructura hidrológica construida en el río Avia, en el municipio de Leiro, provincia de Orense, Galicia, España.